# (6260) Kelsey
(6260) Kelsey (1949 PN) – planetoida z pasa głównego asteroid okrążająca Słońce w ciągu 4,38 lat w średniej odległości 2,68 j.a. Odkryta 2 sierpnia 1949 roku.
Nazwana na cześć Frances Oldham Kelsey.